# Ouroux-en-Morvan
Ouroux-en-Morvan és un municipi de França, capital del departament del Nièvre i de la regió de Borgonya - Franc Comtat.